# Anchimayen
 (août 2023).
Dans la mythologie mapuche, un Anchimayen est une créature mythique ayant la forme de petits enfants.

## Description
Les Anchimayens sont des petites créatures prenant la forme de petits enfants qui peuvent se transformer en boules de feu volantes émettant une lumière vive. Ils sont les serviteurs des kalkus (sorciers mapuche) et ils sont créés à partir de cadavres d'enfants.